# Liomys spectabilis
Espèce
Statut de conservation UICN

 EN B1ab(iii) : En danger
Liomys spectabilis est une espèce de Rongeurs de la famille des Heteromyidae qui regroupe les souris kangourou d'Amérique. Ce petit mammifère fait partie des Souris épineuses à poches, c'est-à-dire à larges abajoues.  Il est endémique du Mexique où l'espèce est en danger à cause de la déforestation de son habitat.
L'espèce a été décrite pour la première fois en 1971 par Hugh H. Genoways, un mammalogiste américain.